# Список персон, зображених на банкнотах США
59 американців, що тією чи іншою мірою вплинули на хід історії США, удостоїлися честі бути зображеними на банкнотах національної валюти. Серед них були президенти, члени кабінету, конгресмени, судді, військові діячі й батьки-засновники США. Згідно з ухвалою Конгресу від 1862 року нагляд за художнім оформленням, друком та емісією банкнот покладений на міністра фінансів США. Дизайн банкнот розробляє Бюро гравіювання і друку, остаточний варіант міністр засвідчує своїм підписом.

## Історія
У 1928 році Міністерство фінансів США запропонувало новий підхід до розміщення портретів. Фахівці міністерства дійшли висновку, що «…портрети деяких президентів США мають більшу впізнаваність у публіки, ніж будь-які інші», тому вони повинні бути зображені на банкнотах. При цьому були зроблені винятки для портретів Александра Гамільтона, Салмона Чейза і Бенджаміна Франкліна. З тої пори число державних діячів США, які зображуються на банкнотах, що перебувають у вільному обігу, залишається незмінним.
Портрети п'яти державних діячів США були зображені на банкнотах за їх життя. Авраам Лінкольн був зображений на представницькому векселі номіналом 10 доларів в 1861 році. Салмон Чейз, міністр фінансів в кабінеті Лінкольна затвердив власний портрет для розміщення на казначейському білеті номіналом 1 долар в 1862 році. Портрет Вінфілда Скотта, головнокомандувача армією США, був поміщений на процентні векселі на початку 1860-х років. У 1864 році Френсіс Спіннер, 10-й державний скарбник США, і Спенсер Кларк, перший директор Бюро гравіювання і друку, дали свою згоду бути зображеними на розмінних банкнотах номіналом від 3 до 50 центів. Однак в 1873 році, багато в чому через дії Спіннера і Кларка, Конгрес заборонив друкувати портрети людей, що живуть, на будь-яких цінних, розмінних, боргових паперах, військових і поштових документах США.
У списку вказані:
- імена суб'єктів в алфавітному порядку, а також дати народження і смерті суб'єкта — графа «Ім'я»;
- зображення суб'єктів на банкнотах США — графа «Портрет»;
- назви посад, які обіймав суб'єкт, будучи на державній службі США, у хронологічному порядку — графа «Посада»;
- тип, номінал і рік випуску тієї чи іншої банкноти США — графа «Банкноти США»[nb 2];
- рік найбільш ранньої появи тієї чи іншої особи на банкнотах США — графа «Д.п.п., дата першої появи».

У списку зазначені банкноти федеральних загальнодержавних випусків у номіналах доларів і центів, а також банкноти Національних банків. Не відображені банкноти федерального випуску не загальнодержавного призначення. У списку не вказані групові портрети, а також алегоричні зображення.

## Абревіатури для різних типів банкнот
Портрети багатьох суб'єктів були зображені на різних типах банкнот. Тип, номінал і рік випуску тієї чи іншої банкноти США вказаний згідно з порядковим номером банкноти в «каталозі Фрідберга». «Великий розмір» мали ранні банкноти США, він становив приблизно 187×79 мм. (7,375 x 3,125 дюйма). «Банкноти малого розміру» перебувають наразі в обігу, їх розмір становить 156×67 мм. (6,125 x 2,625 дюйма). Однак, в залежності від ліній розрізу й обрамлення допустимі відхилення від заявлених розмірів до 2 мм. (0.08 дюйма). «Банкноти особливо великого розміру» не мають однакових величин, проте всі вони мають дещо більшу площу, ніж «банкноти великого розміру».
| Абревіатура | Тип банкноти                                                                        | Розмір банкноти                                   |
| ----------- | ----------------------------------------------------------------------------------- | ------------------------------------------------- |
| ВнП         | Вексель на пред'явника (США) (англ. Demand Note)                                    | Великий                                           |
| БСШ         | Білет Сполучених Штатів (англ. United States Note)                                  | Великий                                           |
| КБСВ        | Казначейський білет зі складними відсотками (англ. Compound Interest Treasury Note) | Особливо великий                                  |
| ВідВ        | Відсотковий вексель (англ. Interest Bearing Note)                                   | Особливо великий                                  |
| ПС          | Прибутковий сертифікат (США) (англ. Refunding Certificate)                          | Особливо великий                                  |
| СС          | Срібний сертифікат (англ. Silver Certificate)                                       | Великий                                           |
| К(м)Б       | Казначейський (монетний) білет (англ. Treasury Note (1890–91))                      | Великий                                           |
| БНБ         | Білет національного банку (США) (англ. National Bank Note)                          | Великий                                           |
| БФРБ        | Білет федерального резервного банку (англ. Federal Reserve Bank Note)               | Великий (1915—1934) Малий (1933—1934)             |
| ФРБ         | Федеральний резервний білет (англ. Federal Reserve Note)                            | Великий (1914—1928) Малий (1928 — теперішній час) |
| ЗС          | Золотий сертифікат (англ. Gold Certificate)                                         | Великий                                           |
| РБ          | Розмінні банкноти США (англ. Fractional currency (United States))                   | Малий                                             |
| ПРБ         | Поштові розмінні банкноти (англ. Postage currency)                                  | Малий                                             |

## Зображені люди
| Ім'я                                                                                                   | Портрет | Посада | Банкноти США | Д.п.п. |
| --- | ------- | --- | --- | ------ |
| Джон Квінсі Адамс (англ. John Quincy Adams) 11 липня 1767 — 23 лютого 1848                             |         | Посол США в Республіці Об'єднаних провінцій (1794—1797) Посол США в Королівстві Пруссія (1797—1801) Член Сенату Массачусетса (1802) Сенатор США від Массачусетса (1803—1808) Посол США в Російській імперії (1809—1814) Посол США в Сполученому Королівстві Великої Британії та Ірландії (1815—1817) Державний секретар США (1817—1825) Президент США (1825—1829) Член Палати представників США від Массачусетса (1831—1848) | БСШ $500 (1869) | 1869   |
| Антилопа, що Біжить (англ. Running Antelope, лакота: Tȟatȟóka Íŋyaŋke) 1821—1896                       |         | Вождь індіанського племені хункпапа (з групи народів сіу) | СС $5 (1899) | 1899   |
| Томас Гарт Бентон (англ. Thomas Hart Benton) 14 березня 1782 — 10 квітня 1858                          |         | Сенатор США від Міссурі (1821—1851) Член Палати представників США від Міссурі (1853—1855) | ЗС $100 (1870) | 1870   |
| Джордж Вашингтон (англ. George Washington) 22 лютого 1732 — 14 грудня 1799                             |         | Батько-засновник США Член Палати делегатів Вірджинії (1758—1775) Делегат Континентальних конгресів від Вірджинії (1774—1775) Генерал-лейтенант, Головнокомандувач армії США (1775—1783 і 1798—1799) Член Філадельфійського конвенту (1787) Президент США (1789—1797) | РБ ¢3 (1864) РБ ¢5 (1863) ПРБ ¢10 (1862) РБ ¢10 (1863) ПРБ ¢50 (1862) РБ ¢50 (1863) РБ ¢25 (1863) БСШ $1 (1869) КБСВ $100 (1863) ВідВ $100 (1864) ВідВ $1000 [Дворічний] (1861) ВідВ $500 [Трирічний] (1861) СС $1 (1896, зворот) СС $1 (1923) СС $2 (1899) БФРБ $1 (1918) ЗС $20 (1905) ФРБ $ $1 (1928 — теперішній час) | 1861   |
| Марта Вашингтон (англ. Martha Washington) 2 червня 1731 — 22 травня 1802                               |         | Перша леді США (1789—1797). | СС $1 (1886) СС $1 (1896, зворот) | 1886   |
| Томас Вудро Вільсон (англ. Thomas Woodrow Wilson)                                                      |         | Губернатор Нью-Джерсі (1911—1913) Президент США (1913—1921) Лауреат Нобелівської премії миру (1919) | ЗС $ $100 000 (1934) | 1934   |
| Авраам Альфонс Альберт Галлатін (англ. Abraham Alfonse Albert Gallatin) 29 січня 1761 — 12 серпня 1849 |         | Член Палати представників Пенсильванії (1790—1792) Сенатор США від Пенсильванії (1793—1794) Член Палати представників США від Пенсильванії (1795—1801) Міністр фінансів США (1801—1814) Посол США в Королівстві Франція (1815—1823) Посол США в Сполученому Королівстві Великої Британії та Ірландії (1826—1827) | БСШ $500 (1862) | 1862   |
| Александер Гамільтон (англ. Alexander Hamilton) 11 січня 1757 — 12 липня 1804                          |         | Батько-засновник США Підполковник Континентальної армії Делегат Континентальних конгресів від Нью-Йорка (1782—1783) Член Асамблеї штату Нью-Йорк (1787) Міністр фінансів США (1789—1795) Генерал-майор, Головнокомандувач армії США (1799—1800) | ВнП $5 (1861) БСШ $2 (1862) БСШ $5 (1862) БСШ $20 (1869) БСШ $50 (1862) КБСВ $50 (1863) ВідВ $50 (1864) ВідВ $500 (1864) ФРБ $1000 (1918) ЗС $1000 (1870) ФРБ $ $10 (1928 — теперішній час) | 1861   |
| Бенджамін Гаррісон (англ. Benjamin Harrison) 20 серпня 1833 — 13 березня 1901                          |         | Бригадний генерал, Армія США (1862—1865) Сенатор США від Індіани (1881—1887) Президент США (1889—1893) | БНБ $5 (1902) | 1902   |
| Джеймс Абрам Гарфілд (англ. James Abram Garfield) 19 листопада 1831 — 19 вересня 1881                  |         | Член Сенату Огайо (1859—1861) Генерал-майор, Армія США (1861—1863) Член Палати представників США від Огайо (1863—1881) Президент США (1881) | БНБ $5 (1882) ЗС $20 (1882) | 1882   |
| Улісс Сімпсон Грант (англ. Ulysses Simpson Grant) 27 квітня 1822 — 23 липня 1885                       |         | Армія США (1843—1854, 1861—1869 і 1877—1885) Головнокомандувач армії США (1864—1869) Військовий міністр США (в. о., 1867—1868) Президент США (1869—1877) Отримав Подяку Конгресу (1863) і Золоту медаль Конгресу (1863) | СС $1 (1899) СС $5 (1886), (1896, зворот) БФРБ $50 (1918) ФРБ $50 (1914) ЗС $50 (1913) ФРБ $ $50 (1928 — теперішній час) | 1886   |
| Стівен Декейтер (англ. Stephen Decatur) 5 січня 1779 — 22 березня 1820                                 |         | Комодор, Військово-морські сили США Нагороджений Золотою медаллю Конгресу (1813) | СС $20 (1878) | 1878   |
| Семюел Декстер (англ. Samuel Dexter) 14 травня 1761 — 4 травня 1816                                    |         | Член Палати представників США від Массачусетса (1793—1795) Сенатор США від Массачусетса (1799—1800) Військовий міністр США (1800—01) Міністр фінансів США (1801) | РБ ¢50 (1869) | 1869   |
| Ендрю Джексон (англ. Andrew Jackson) 15 березня 1767 — 8 червня 1845                                   |         | Генерал-майор, Армія США Член Палати представників США від Теннессі (1796—1797) Сенатор США від Теннессі (1797—1798 і 1823—1825) Суддя, Верховний Суд Теннессі (1798—1804) Військовий губернатор Флориди (1821) Президент США (1829—1837) Нагороджений Золотою медаллю Конгресу (1815) | БСШ $5 (1869) БСШ $10 000 (1878) ВідВ $50 [Дворічний] (1861) БФРБ $10 (1915) ФРБ $10 (1914) ЗС $10 000 (1870) ФРБ $ $20 (1928 — теперішній час) | 1861   |
| Томас Джефферсон (англ. Thomas Jefferson) 13 квітня 1743 — 4 липня 1826                                |         | Батько-засновник США Член Палати делегатів Вірджинії (1769) Делегат Континентальних конгресів від Вірджинії (1775—1776 і 1783—1784) Підписант Декларації незалежності США (1776) Губернатор Вірджинії (1779—1781) Посол США в Французькому королівстві (1785—1789) Державний секретар США (1790—1793) Кандидат в президенти США (1796) Віце-президент США (1797—1801) Президент США (1801—1809) | ПРБ ¢5 (1862) ПРБ ¢25 (1862) БСШ $2 (1869) БФРБ $2 (1918) ФРБ $ $2 (1928 — теперішній час) | 1869   |
| Спенсер М. Кларк (англ. Spencer M. Clark) 3 червня 1811 — 10 грудня 1890                               |         | Директор Бюро гравіювання і друку (1862-68) | РБ ¢5 (1864) | 1864   |
| Вільям Кларк (англ. William Clark) 1 серпня 1770 — 1 вересня 1838                                      |         | Дослідник Капітан, Армія США (1789—1796) Суперінтендант у справах індіанців (1807—1813 і 1822—1838) Губернатор Території Міссурі (1813—1820) | БСШ $10 (1901) | 1901   |
| Генрі Клей (англ. Henry Clay) 12 квітня 1777 — 29 червня 1852                                          |         | Член Палати представників Кентуккі (1803) Сенатор США від Кентуккі (1806—1807, 1810—1811, 1831—1843 і 1849—1852) Спікер Палати представників США (1811—1814, 1815—1820 і 1823—1825) Державний секретар США (1825—1829) | БСШ $50 (1869) | 1869   |
| Стівен Гровер Клівленд (англ. Stephen Grover Cleveland) 18 березня 1837 — 24 червня 1908               |         | Губернатор штату Нью-Йорк (1883—1885) Президент США (1885—1889 і 1893—1897) | БФРБ $20 (1915) ФРБ $20 (1914) ФРБ $ $1000 (1928-34) | 1914   |
| Вільям Гарріс Кроуфорд (англ. William Harris Crawford) 24 лютого 1772 — 15 вересня 1834                |         | Сенатор США від Джорджії (1807—1813) Тимчасовий президент Сенату США (1812—1813) Посол США в Французькій імперії (1813—1815) Військовий міністр США (1815—1816) Міністр фінансів США (1816—1825) | РБ ¢50 (1874) | 1874   |
| Девітт Клінтон (англ. DeWitt Clinton) 2 березня 1769 — 11 лютого 1828                                  |         | Член Асамблеї штату Нью-Йорк (1797—1798) Член Сенату штату Нью-Йорк (1798—1802 і 1805—1811) Сенатор США від Нью-Йорка (1802—1803) Мер Нью-Йорка (1803—1807, 1808—1810 і 1811—1815) Віце-губернатор штату Нью-Йорк (1811—1813) Кандидат в президенти США (1812) Губернатор штату Нью-Йорк (1817—1823 і 1825—1828) | БСШ $1000 (1869) | 1869   |
| Авраам Лінкольн (англ. Abraham Lincoln) 12 лютого 1809 — 15 квітня 1865                                |         | Член Палати представників Іллінойсу (1834—1841) Член Палати представників США від Іллінойсу (1847—1849) Президент США (1861—1865) | РБ ¢50 (1869) ПБ $1 (1861) БСШ $10 (1862) БСШ $100 (1869) КБСВ $20 (1863) ВідВ $20 (1864) СС $1 (1899) СС $5 (1923) БФРБ $5 (1915) ФРБ $5 (1914) ЗС $500 (1870) ФРБ $ $5 (1928 — теперішній час) | 1861   |
| Мерівезер Льюїс (англ. Meriwether Lewis) 18 серпня 1774 — 11 жовтня 1809                               |         | Дослідник Губернатор Території Луїзіани і Території Міссурі (1807—1809) | БСШ $10 (1901) | 1901   |
| Вільям Мак-Кінлі молодший (англ. William McKinley, Jr.) 29 січня 1843 — 14 вересня 1901                |         | Майор, Армія США (1861—1865) Член Палати представників США від Огайо (1877—1884 і 1885—1891) Губернатор Огайо (1892—1896) Президент США (1897—1901) | БНБ $10 (1902) ФРБ $500 (1928—1934) | 1902   |
| Г'ю Маккалох (англ. Hugh McCulloch) 7 грудня 1801 — 24 травня 1895                                     |         | Контролер грошового обігу (1863—1865) Міністр фінансів США (1865—1869 і 1884—1885) | БНБ $20 (1902) | 1902   |
| Джеймс Бердсі Макферсон (англ. James Birdseye McPherson) 14 листопада 1828 — 22 липня 1864             |         | Генерал-майор, Армія США (1853—1864) | К(м)Б $2 (1890) | 1890   |
| Джозеф Кінг Фенно Мансфілд (англ. Joseph King Fenno Mansfield) 22 грудня 1803 — 18 вересня 1862        |         | Генерал-майор, Армія США (1822—1862) | БСШ $500 (1874) | 1874   |
| Вільям Лернд Марсі (англ. William Learned Marcy) 12 грудня 1786 — 4 липня 1857                         |         | Ад'юнкт-генерал ополчення штату Нью-Йорк (1821—1823) Державний контролер штату Нью-Йорк (1823) Суддя Верховного суду штату Нью-Йорк (1829—1831) Сенатор США від Нью-Йорка (1831—1833) Губернатор штату Нью-Йорк (1833—1839) Військовий міністр США (1845—1849) Державний секретар США (1853—1857) | СС $1000 (1878) | 1878   |
| Джон Маршалл (англ. John Marshall) 24 вересня 1755 — 6 липня 1835                                      |         | Капітан, Континентальна армія (1776—1781) Член Палати делегатів Вірджинії (1782—1791 і 1797) Посол США у Французькій республіці (1797) Член Палати представників США від Вірджинії (1799—1800) Державний секретар США (1800—1801) Головний суддя США (1801—1835) | К(м)Б $20 (1890) ФРБ $500 (1918) | 1890   |
| Вільям Морріс Мередіт (англ. William Morris Meredith) 8 червня 1799 — 17 серпня 1873                   |         | Федеральний прокурор США (1841—1845) Міністр фінансів США (1849—1850) | РБ ¢10 (1874) | 1874   |
| Джордж Гордон Мід (англ. George Gordon Meade) 31 грудня 1815 — 6 листопада 1872                        |         | Генерал-майор, Армія США (1835—1869) Отримав Подяку Конгресу (1864) | К(м)Б $1000 (1890) | 1890   |
| Джеймс Монро (англ. James Monroe) 28 квітня 1758 — 4 липня 1831                                        |         | Майор, Континентальна армія (1776—1779) Полковник, Ополчення штату Вірджинія (1780) Делегат Континентальних конгресів від Вірджинії (1783—1786) Член Палати делегатів Вірджинії (1786 і 1810—1811) Сенатор США від Вірджинії (1790—1894) Посол США у Французькій республіці (1794—1796) Губернатор Вірджинії (1799—1802 і 1811) Посол США в Сполученому Королівстві Великої Британії та Ірландії (1803—1807) Державний секретар США (1811—1814 і 1815—1817) Військовий міністр США (в. о., 1814—1815) Президент США (1817—1825) | СС $100 (1878) | 1878   |
| Роберт Морріс молодший (англ. Robert Morris, Jr.) 31 січня 1734 — 8 травня 1806                        |         | Батько-засновник США Делегат Континентальних конгресів від Пенсільванії (1776) Підписант Декларації незалежності США (1776) Член Генеральної асамблеї Пенсильванії (1778—1781 і 1785—1787) Суперінтендант з фінансів США (1781—1784) | БСШ $1000 (1862) СС $10 (1878) | 1862   |
| Семюел Фінлі Бріз Морзе (англ. Samuel Finley Breese Morse) 27 квітня 1791 — 2 квітня 1872              |         | Винахідник, художник | СС $2 (1896, зворот) | 1896   |
| Джеймс Медісон молодший (англ. James Madison, Jr.) 16 березня 1751 — 28 червня 1836                    |         | Батько-засновник США Член Палати делегатів Вірджинії (1776) Делегат Континентальних конгресів від Вірджинії (1780—1783 і 1786—1788) Член Палати делегатів Вірджинії (1783—1786) Член Філадельфійського конвенту (1787) Член Палати представників США від Вірджинії (1789—1797) Державний секретар США (1801—1809) Президент США (1809—1817) | БСШ $5000 (1878) ФРБ $5000 (1918) ЗС $5000 (1870) ФРБ $ $5000 (1928—1934) | 1870   |
| Деніел Меннінг (англ. Daniel Manning) 16 травня 1831 — 24 грудня 1887                                  |         | Міністр фінансів США (1885—1887) | СС $20 (1886) | 1886   |
| Джон Джей Нокс (англ. John Jay Knox) 19 березня 1828 — 12 лютого 1892                                  |         | Контролер грошового обігу (1872—1884) | БНБ $100 (1902) | 1902   |
| Сайлас Райт молодший (англ. Silas Wright, Jr.) 24 травня 1795 — 27 серпня 1847                         |         | Член Палати представників США від Нью-Йорка (1827—1829 і 1829—1830) Сенатор США від Нью-Йорка (1833—1844) Губернатор штату Нью-Йорк (1845—1847) | ЗС $50 (1882) | 1882   |
| Чарльз Самнер (англ. Charles Sumner) 6 січня 1811 — 11 березня 1874                                    |         | Сенатор США від Массачусетса (1851—1874) | СС $500 (1878) | 1878   |
| Вінфілд Скотт (англ. Winfield Scott) 13 червня 1786 — 29 травня 1866                                   |         | Головнокомандувач армії США (1841—1861), Армія США (1808—1861) Військовий губернатор Мехіко (1847—1848) Військовий міністр США (в. о., 1850) Кандидат в президенти США (1852) Нагороджений Золотою медаллю Конгресу (1814 і 1848). | ВідВ $500 [Дворічний] (1861) ВідВ $100 [Трирічний] (1864) | 1861   |
| Френсіс Еліас Спіннер (англ. Francis Elias Spinner) 21 січня 1802 — 31 грудня 1890                     |         | Член Палати представників США від Нью-Йорка (1855—1861) Скарбник Сполучених Штатів Америки (1861—1875) | РБ ¢50 (1864) | 1864   |
| Едвін Макмастерс Стентон (англ. Edwin McMasters Stanton) 19 грудня 1814 — 24 грудня 1869               |         | Генеральний прокурор США (1860—1861) Військовий міністр США (1862—1868) Суддя Верховного суду США | РБ ¢50 (1869) К(м)Б $1 (1890) | 1869   |
| Вільям Генрі Сьюард (англ. William Henry Seward) 16 травня 1801 — 16 жовтня 1872                       |         | Член Сенату штату Нью-Йорк (1831—1834) Губернатор штату Нью-Йорк (1839—1843) Сенатор США від Нью-Йорка (1849—1861) Державний секретар США (1861—1869) | К(м)Б $50 (1891) | 1891   |
| Джордж Генрі Томас (англ. George Henry Thomas) 31 липня 1816 — 28 березня 1870                         |         | Генерал-майор, Армія США (1840—1870) Отримав Подяку Конгресу (1865) | К(м)Б $5 (1890) | 1890   |
| Вільям Віндом (англ. William Windom) 10 травня 1827 — 29 січня 1891                                    |         | Член Палати представників США від Міннесоти (1859—1869) Сенатор США від Міннесоти (1870—1871, 1871—1881 і 1881—1883) Міністр фінансів США (1881 і 1889—1891) | СС $2 (1891) | 1891   |
| Роберт Джон Вокер (англ. Robert John Walker) 19 липня 1801 — 11 листопада 1869                         |         | Губернатор Території Канзас (1857) Сенатор США від Міссісіпі (1835—1845) Міністр фінансів США (1845—1849) | РБ ¢25 (1874) | 1874   |
| Даніель Вебстер (англ. Daniel Webster) 18 січня 1782 — 24 жовтня 1852                                  |         | Член Палати представників США від Нью-Гемпширу (1813—1817) Член Палати представників США від Массачусетса (1823—1827) Сенатор США від Массачусетса (1827—1841 і 1845—1850) Кандидат в президенти США (1836) Державний секретар США (1841—1843 і 1850—1852) | БСШ $10 (1869) | 1869   |
| Девід Фаррагут (англ. David Glasgow Farragut) 5 липня 1801 — 14 серпня 1870                            |         | Адмірал, Військово-морські сили США (1810—1868) Верховний Головнокомандувач збройними силами США (1861—1870) Отримав Подяку Конгресу (1862 і 1866) | К(м)Б $100 (1890) | 1890   |
| Вільям Пітт Фессенден (англ. William Pitt Fessenden) 16 жовтня 1806 — 8 вересня 1869                   |         | Член Палати представників Мену (1832, 1840, 1845—1846 і 1853—1854) Член Палати представників США від Мену (1841—1843) Сенатор США від Мену (1854—1864) Міністр фінансів США (1864—1865) | РБ ¢25 (1864) БНБ $20 (1882, зворот) | 1864   |
| Бенджамін Франклін (англ. Benjamin Franklin) 17 січня 1706 — 17 квітня 1790                            |         | Батько-засновник США Делегат Континентальних конгресів від Пенсильванії Генеральний поштмейстер США (1775) Підписант Декларації незалежності США (1776) Посол США в Французькому королівстві (1778—1785), Посол США в Королівстві Швеція (1782—1783) Президент Пенсильванії (1785—1788) Член Філадельфійського конвенту (1787) | БСШ $50 (1874) ДС $10 (1879) ФРБ $100 (1914) ФРБ $ $100 (1928 — теперішній час) | 1874   |
| Роберт Фултон (англ. Robert Fulton) 14 листопада 1765 — 24 лютого 1815                                 |         | Інженер, винахідник | СС $2 (1896, зворот) | 1896   |
| Томас Ендрюс Гендрікс (англ. Thomas Andrews Hendricks) 7 вересня 1819 — 25 листопада 1885              |         | Член Палати представників Індіани (1848—1849) Член Палати представників США від Індіани (1851—1855) Заступник скарбника Сполучених Штатів Америки (1853) Сенатор США від Індіани (1863—1869) Губернатор Індіани (1873—1877) Віце-президент США (1885) | СС $10 (1886) | 1886   |
| Майкл Гіллегас (англ. Michael Hillegas) 22 квітня 1729 — 29 вересня 1804                               |         | Член провінційної асамблеї Пенсильванії (1765—1775) Скарбник Сполучених Штатів Америки (1775—1789) | ЗС $10 (1907) | 1907   |
| Вінфілд Скотт Генкок (англ. Winfield Scott Hancock) 14 лютого 1824 — 9 лютого 1886                     |         | Генерал-майор, Армія США (1844—1886) Кандидат в президенти США (1880) Отримав Подяку Конгресу (1866) | СС $2 (1886) | 1886   |
| Салмон Портленд Чейз (англ. Salmon Portland Chase) 13 січня 1808 — 7 травня 1873                       |         | Сенатор США від Огайо (1849—1855 і 1861) Губернатор Огайо (1856—1860) Міністр фінансів США (1861—1864) Головний суддя США (1864—1873) | БСШ $1 (1862) КБСВ $10 (1863) ВідВ $10 (1864) ВідВ $1000 (1861) ФРБ $10 000 (1918) ФРБ $ $10 000 (1928—34) | 1861   |
| Філіп Шерідан (англ. Philip Henry Sheridan) 6 березня 1831 — 5 серпня 1888                             |         | Головнокомандувач армії США (1883—1888), Армія США (1853—1888) Отримав Подяку Конгресу (1865) | СС $5 (1896, зворот) К(м)Б $10 (1890) | 1890   |
| Джон Шерман (англ. John Sherman) 10 травня 1823 — 22 жовтня 1900                                       |         | Член Палати представників США від Огайо (1855—1861) Сенатор США від Огайо (1861—1877 і 1881—1897) Тимчасовий президент Сенату США (1885—1887) Міністр фінансів США (1877—1881) Державний секретар США (1897—1898) | БНБ $50 (1902) | 1902   |
| Вільям Текумсе Шерман (англ. William Tecumseh Sherman) 8 лютого 1820 — 14 лютого 1891                  |         | Військовий міністр США (в. о., 1869) Головнокомандувач армії США (1869—1883) Армія США (1840—1884) Отримав Подяку Конгресу (1864 і 1865) | К(м)Б $500 (1891) | 1891   |
| Едвард Еверетт (англ. Edward Everett) 11 квітня 1794 — 15 січня 1865                                   |         | Член Палати представників США від Массачусетса (1825—1835) Губернатор Массачусетса (1836—1840) Посол США в Сполученому Королівстві Великої Британії та Ірландії (1841—1845) Державний секретар США (1852—1853) Сенатор США від Массачусетса (1853—1854) | СС $50 (1878) | 1878   |

## Зведена таблиця за посадами суб'єктів
У цій таблиці вказані посади, які обіймали державні діячі, зображені на банкнотах США в той чи інший час, а також їхня кількість. Оскільки деякі персони послідовно займали кілька високих посад, наприклад, «Сенатор США», потім «Президент США», то вони будуть зазначені як в першій клітинці, так і в другій.
| Посада                                | Кількість |
| ------------------------------------- | --------- |
| Президент США                         | 13        |
| Віце-президент США                    | 2         |
| Спікер Палати представників США       | 1         |
| Тимчасовий президент Сенату США       | 2         |
| Державний секретар США                | 11        |
| Міністр фінансів США                  | 12        |
| Військовий міністр США                | 5         |
| Генеральний прокурор США              | 1         |
| Сенатор США                           | 23        |
| Член Палати представників США         | 19        |
| Член Сенату штату                     | 6         |
| Член Законодавчих зборів штату        | 11        |
| Губернатор штату                      | 16        |
| Делегат Континентального конгресу     | 7         |
| Підписант Декларації незалежності США | 3         |
| Член Філадельфійського конвенту       | 5         |
| Головнокомандувач армії США           | 6         |
| Голова Верховного суду США            | 2         |
| Директор Бюро гравіювання і друку     | 1         |